# Etgar Keret
Etgar Keret (Hebreeuws: אתגר קרת) (Ramat Gan, 20 augustus 1967) is een Israëlische schrijver, bekend om zijn korte verhalen, graphic novels en scenario's voor film en televisie. Keret ontving talloze prijzen. Zijn werk werd meermaals verfilmd, zijn boeken verschenen in 34 landen.

## Persoonlijk leven

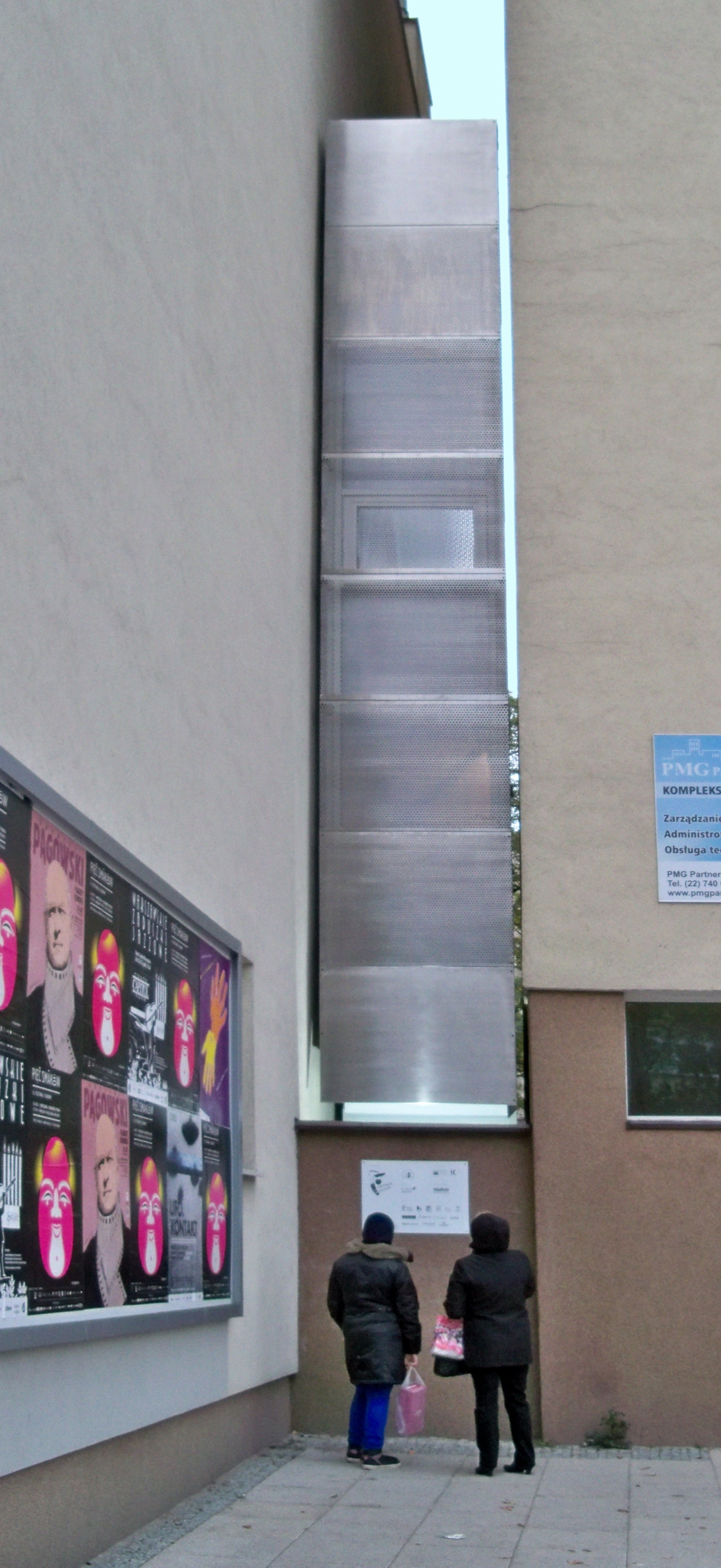
De achterkant en tevens breedste zijde van het Kerethuis in de Poolse hoofdstad Warschau.

Keret werd in 1967 in Ramat Gan geboren, als derde kind van ouders die de Holocaust overleefden. Zijn beide ouders komen uit Polen. Keret bracht zijn middelbareschooltijd door in zijn geboorteplaats aan de seculiere school Ohel Shem, waarna hij ging studeren aan de Universiteit van Tel Aviv. Hij doceert Hebreeuwse literatuur aan zowel de Universiteit van Tel Aviv als de Ben-Gurion Universiteit van de Negev in Beër Sjeva.
Keret is getrouwd met de Israëlische actrice, regisseur en schrijfster Shira Geffen, dochter van dichter Yehonatan Geffen en zus van rockzanger Aviv Geffen. Het stel woont in Tel Aviv en heeft samen een zoon.
Keret heeft naast de Israëlische nationaliteit ook de Poolse nationaliteit. Hij was de eerste bewoner van het Kerethuis, dat naar de schrijver werd vernoemd. In september 2015 gaf Keret, samen met de Israëlische politica Stav Shaffir, bij het Amsterdamse campagnebureau BKB een lezing over de spanningen en uitdagingen in de Israëlische samenleving.

## Literaire carrière

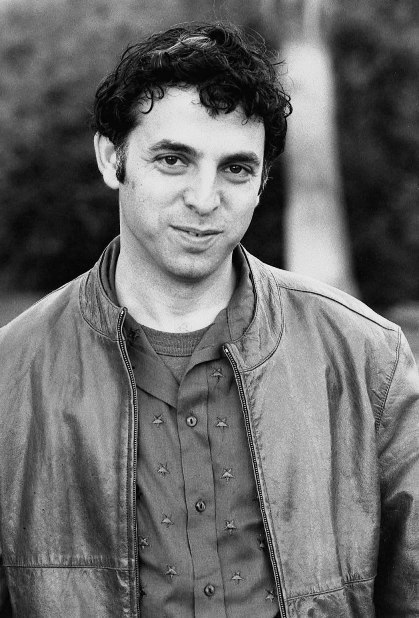
Etgar Keret in 2005

Kerets eerste werk was Tzinorot (צינורות; 'Pijpleidingen') en kwam uit in 1992. Deze verzameling korte verhalen werd grotendeels genegeerd. Met de vijftig ultrakorte verhalen in zijn tweede boek, Ga'agu'ai le-Kissinger (געגועיי לקיסינג’ר; 'Verlangen naar Kissinger'), trok Keret echter de aandacht van het grote publiek. Het verhaal 'Sirene', dat de paradoxen van de moderne Israëlische samenleving behandelt, is opgenomen in het curriculum voor het Israëlische toelatingsexamen in Hebreeuwse literatuur.
Keret is co-auteur van verschillende stripboeken, waaronder Lo banu leihanot (לא באנו ליהנו; 'We zijn niet gekomen om te genieten', 1996) met Rutu Modan en Simtaot haza'am (סמטאות הזעם; 'De steegjes van woede', 1997) met Asaf Hanuka. In 1999 werden vijf van Kerets verhalen vertaald in het Engels en aangepast tot graphic novels, onder de gezamenlijke titel Jetlag.
In 1998 verscheen Hakaytana shel Kneller (הקייטנה של קנלר; 'Knellers zomerkamp'), dat eveneens een verzameling korte verhalen bevat. Het titelverhaal, dat tevens het langste verhaal in deze bundel is, volgt een jonge man die zelfmoord pleegt en op zoek gaat naar liefde in het hiernamaals. Het verscheen in Kerets Engelstalige verzameling The Bus Driver Who Wanted To Be God & Other Stories (2004) en werd aangepast in de graphic novel Pizzeria Kamikaze (2006), met illustraties van Asaf Hanuka.
Verder verschenen de verhalenbundels Anihu (אניהו; letterlijk: 'ik-ben-hem', 2002), dat in het Engels verscheen onder de titel Cheap Moon, en Pitom defikah badelet (פתאום דפיקה בדלת; 'Plotseling een klop op de deur'), dat in het Engels verscheen als Suddenly a Knock at the Door.
Keret schreef tevens het kinderboek Aba bore'ach im ha-kirkas (אבא בורח עם הקרקס; 'Papa rent weg met het circus', 2000), dat geïllustreerd werd door Rutu Modan en in 2004 onder de titel Dad Runs Away with the Circus in het Engels verscheen. Daarnaast werd het boek vertaald in het Frans, Spaans, Italiaans, Chinees, Japans en Koreaans.
Zijn boek uit 2018, Takalah biktze hagalaksia (תקלה בקצה הגלקסיה; 'Storing aan de rand van de melkweg'), won Israëls prestigieuze Sapir Prize for Literature. De prijs omvat een betaalde vertaling van het winnende boek in een taal naar keuze van de auteur. Keret koos voor het Jiddisch. Hiermee was het de eerste keer dat een auteur voor deze taal koos in het 20-jarige bestaan van de prijs.

## Nederlandse vertalingen
- Pizzeria Kamikaze (2001)
- Een goede daad per dag (2004)
- Gaza Blues (2006) (samen met Samir El-Youssef)
- Verrassing (2012, in 2017 opnieuw uitgebracht)
- Superlijm (2013)
- Zeven vette jaren (2014)
- Het varken stukslaan (2016)
- Mijn konijn van vaderskant (2020)

## Ander werk
Keret schreef voor diverse Israëlische televisie- en filmproducties:
- The Cameri Quintet (sketchshow, drie seizoen in de jaren '90)
- Malka lev adom (film, 1996)
- Boomerang (film, 1997)
- Masheu totali (film, 2001)
- Aball'e (tv-film, 2001)
- Wristcutters: A Love Story (film, gebaseerd op Knellers zomerkamp, 2006)
- Jellyfish (film, geschreven samen met zijn vrouw, 2007)
- What About Me? (korte film, geschreven samen met zijn vrouw, 2008)
- $9,99 (stop-motion animatiefilm, 2009)
- The Mediator (Frans-Belgische miniserie, geschreven samen met zijn vrouw, 2019)